# Samuel Kopásek
Samuel Kopásek (Čadca, Eslovaquia, 22 de mayo de 2003) es un futbolista eslovaco que juega de defensa en el MŠK Žilina de la Superliga de Eslovaquia.

## Trayectoria
Debutó en la Superliga de Eslovaquia con el MŠK Žilina en un partido fuera de casa contra el MFK Ružomberok el 4 de mayo de 2022.

## Estadísticas

### Clubes
Actualizado al último partido disputado el 17 de mayo de 2025.
| Club                             | Div.          | Temporada     | Liga  | Liga  | Liga   | Copas nacionales | Copas nacionales | Copas nacionales | Copas internacionales | Copas internacionales | Copas internacionales | Total | Total | Total  |
| Club                             | Div.          | Temporada     | Part. | Goles | Asist. | Part.            | Goles            | Asist.           | Part.                 | Goles                 | Asist.                | Part. | Goles | Asist. |
| -------------------------------- | ------------- | ------------- | ----- | ----- | ------ | ---------------- | ---------------- | ---------------- | --------------------- | --------------------- | --------------------- | ----- | ----- | ------ |
| MŠK Žilina II · Eslovaquia       | 2.ª           | 2020-21       | 2     | 0     | 0      | —                | —                | —                | —                     | —                     | —                     | 2     | 0     | 0      |
| MŠK Žilina II · Eslovaquia       | 2.ª           | 2021-22       | 7     | 2     | 0      | —                | —                | —                | —                     | —                     | —                     | 7     | 2     | 0      |
| MŠK Žilina II · Eslovaquia       | 2.ª           | 2022-23       | 26    | 2     | 0      | —                | —                | —                | —                     | —                     | —                     | 26    | 2     | 0      |
| MŠK Žilina II · Eslovaquia       | 2.ª           | 2023-24       | 4     | 2     | 0      | —                | —                | —                | —                     | —                     | —                     | 4     | 2     | 0      |
| MŠK Žilina II · Eslovaquia       | Total club    | Total club    | 39    | 6     | 0      | 0                | 0                | 0                | 0                     | 0                     | 0                     | 39    | 6     | 0      |
| MŠK Žilina · Eslovaquia          | 1.ª           | 2021-22       | 4     | 0     | 0      | —                | —                | —                | —                     | —                     | —                     | 4     | 0     | 0      |
| MŠK Žilina · Eslovaquia          | 1.ª           | 2022-23       | 8     | 0     | 0      | 2                | 0                | 0                | —                     | —                     | —                     | 10    | 0     | 0      |
| MŠK Žilina · Eslovaquia          | 1.ª           | 2023-24       | 1     | 0     | 0      | 1                | 0                | 0                | 0                     | 0                     | 0                     | 2     | 0     | 0      |
| 1. FC Tatran Prešov · Eslovaquia | 2.ª           | 2023-24       | 15    | 1     | 0      | 1                | 0                | 0                | —                     | —                     | —                     | 16    | 1     | 0      |
| 1. FC Tatran Prešov · Eslovaquia | Total club    | Total club    | 15    | 1     | 0      | 1                | 0                | 0                | 0                     | 0                     | 0                     | 16    | 1     | 0      |
| MŠK Žilina · Eslovaquia          | 1.ª           | 2024-25       | 30    | 1     | 1      | 5                | 0                | 2                | —                     | —                     | —                     | 35    | 1     | 3      |
| MŠK Žilina · Eslovaquia          | Total club    | Total club    | 43    | 1     | 1      | 8                | 0                | 2                | 0                     | 0                     | 0                     | 51    | 1     | 3      |
| Total carrera                    | Total carrera | Total carrera | 97    | 8     | 1      | 9                | 0                | 2                | 0                     | 0                     | 0                     | 106   | 8     | 3      |